# تسلسل طرح السبعات
تسلسل طرح السبعات ويسمى أيضا السبعات المتسلسلة هو اختبار سريري يُطلب فيه من المريض أن يقوم بطرح رقم سبعة بشكل متسلسل ابتداءا من الرقم مائة. ويُستخدم الاختبار عمومًا كوسيلة سهلة وسريعة لاختبار التحكم الانتباهي، بهدف تقييم الحالة العقلية في حالات طبية معينة مثل إصابات الرأس والخرف ودرجة تأثر وعي المريض بفعل التخدير، ويجدر الإشارة إلى أن عدم القدرة على أداء هذا الاختبار بحد ذاته لا يشكل تشخيصًا لأي اضطراب أو ضعف معين.
اعتُمد هذا الاختبار ووُثق استخدامه من عام 1944، وهو جزء من الفحص المصغر للحالة العقلية، ويأخذ خمس درجات من مجموع الاختبار الكلي (ثلاثون درجة)، حيث يعطى الشخص درجة واحدة لكل عملية طرح صحيحة القيمة (وقد يُكتفي بخمس نتائج صحيحة) ويُجرى الاختبار بأن يُطلب من المفحوص أن يطرح سبعة من مائة بشكل متسلسل، ويُتوقع منه أن يُجيب كما يلي:
100: 93، 86، 79، 72، 65، 58، 51، 44، 37، 30، 23، 16، 9، 2 
يُمكن اجراء فحص التحكم الانتباهي باختبارات مشابهة مثل تسلسل طرح الثلاثات (بطرح ثلاثة بدلا من سبعة)، كما يمكن إجراء الفحص بطلب ترتيب شهور السنة بشكل عكسي (ديسمبر، نوفمبر، أكتوبر..)، أو بتهجئة بعض الكلمات بشكل عكسي.